# Pólus-busz (Budapest)
A budapesti Pólus jelzésű autóbusz 1996 és 2008 között közlekedett, a Baross térről biztosított gyors eljutási lehetőséget az újpalotai Pólus Centerhez. A vonalat a Budapesti Közlekedési Zrt. üzemeltette.

## Története
1996. november 28-án indult a járat, Pólus Center Céljárat néven. A Baross tér és az újpalotai végállomása között csak a Hungária körútnál (ma Zugló vasútállomás) és a Bosnyák térnél állt meg.
Később a végállomása átkerült a Keleti pályaudvarnál a Nefelejcs utcába a trolibusz-végállomás mellé, ekkor Újpalota felé megállt a 7-es buszok megállójában is a Baross téren.
2000. november 1-jétől Pólus-busz néven közlekedett.
2003-tól munkanapokon a Páskomliget utcánál is megállt a üzemkezdettől délután 2 óráig. Hétvégén az útvonalán található összes megállóban megállt, mely lehetőséget hamar megszüntették, a Páskomliget utcai megálló viszont állandósult.
A 2008-as paraméterkönyv bevezetésével a 273E jelzést kapta.

## Útvonala
| Újpalota, Pólus Center felé | Baross tér, Keleti pályaudvar felé |
| --- | --- |
| Baross tér, Keleti pályaudvar vá. – Baross tér – Thököly út – Csömöri út – felüljáró – Drégelyvár utca – Nyírpalota út – Újpalota, Pólus Center vá. | Újpalota, Pólus Center vá. – Nyírpalota út – Drégelyvár utca – felüljáró – Csömöri út – Thököly út – Dózsa György út – Verseny utca – Baross tér, Keleti pályaudvar vá. |

## Megállóhelyei
| Pólus (Baross tér (Nefelejcs utca) – Pólus Center)             | Pólus (Baross tér (Nefelejcs utca) – Pólus Center)             | Pólus (Baross tér (Nefelejcs utca) – Pólus Center)             | Pólus (Baross tér (Nefelejcs utca) – Pólus Center)             | Pólus (Baross tér (Nefelejcs utca) – Pólus Center)             | Pólus (Baross tér (Nefelejcs utca) – Pólus Center)                          | Pólus (Baross tér (Nefelejcs utca) – Pólus Center)                   | Pólus (Baross tér (Nefelejcs utca) – Pólus Center)             |
| Pólus (Baross tér, Keleti pályaudvar – Újpalota, Pólus Center) | Pólus (Baross tér, Keleti pályaudvar – Újpalota, Pólus Center) | Pólus (Baross tér, Keleti pályaudvar – Újpalota, Pólus Center) | Pólus (Baross tér, Keleti pályaudvar – Újpalota, Pólus Center) | Pólus (Baross tér, Keleti pályaudvar – Újpalota, Pólus Center) | Pólus (Baross tér, Keleti pályaudvar – Újpalota, Pólus Center)              | Pólus (Baross tér, Keleti pályaudvar – Újpalota, Pólus Center)       | Pólus (Baross tér, Keleti pályaudvar – Újpalota, Pólus Center) |
| Perc (↓)                                                       | Perc (↓)                                                       | Megállóhely                                                    | Perc (↑)                                                       | Perc (↑)                                                       | Átszállási kapcsolatok                                                      | Átszállási kapcsolatok                                               |                                                                |
| 1996                                                           | 2008                                                           | Megállóhely                                                    | 1996                                                           | 2008                                                           | a járat indulásakor (1996)                                                  | a járat megszűnésekor (2008)                                         |                                                                |
| -------------------------------------------------------------- | -------------------------------------------------------------- | -------------------------------------------------------------- | -------------------------------------------------------------- | -------------------------------------------------------------- | --------------------------------------------------------------------------- | -------------------------------------------------------------------- | -------------------------------------------------------------- |
| 0                                                              | 0                                                              | Baross tér, Keleti pályaudvar végállomás                       | 20                                                             | 19                                                             | 7, 7A, 7, 20, 30, 73, 78, 173 73, 76, 78, 79, 80 23, 24, 67 Budapest-Keleti | 7, 7, 20, 30, 67V, 73, 78, 173 73, 76, 78, 79, 80 24 Budapest-Keleti |                                                                |
| 4                                                              | 3                                                              | Baross tér, Keleti pályaudvar                                  | ∫                                                              | ∫                                                              | 7, 7A, 7, 20, 30, 73, 78, 173 73, 76, 78, 79, 80 23, 24, 67 Budapest-Keleti | 7, 7, 20, 30, 67V, 73, 78, 173 73, 76, 78, 79, 80 24 Budapest-Keleti |                                                                |
| 10                                                             | 8                                                              | Hungária körút                                                 | 14                                                             | 14                                                             | 7, 7, 73, 173 1, 67 72 Budapest-Zugló                                       | 7, 7, 67V, 73, 173 1, 1A 72 Budapest-Zugló                           |                                                                |
| 15                                                             | 13                                                             | Bosnyák tér                                                    | 10                                                             | 10                                                             | 7, 7, 24, 32, 32, 70, 73, 77, 173 62                                        | 7, 7, 24, 32, 70, 73, 77, 173 3, 62                                  |                                                                |
| ∫                                                              | 19                                                             | Páskomliget utca megállóhely 2003-tól                          | 2                                                              | ∫                                                              | Nem érintette                                                               | 46, 73, 96, 96, 96A, 130, 173, Palota 69                             |                                                                |
| 25                                                             | 22                                                             | Újpalota, Pólus Center végállomás                              | 0                                                              | 0                                                              |                                                                             |                                                                      |                                                                |